# Kanton Suresnes
Der Kanton Suresnes war von 1967 bis 2015 ein französischer Wahlkreis im Arrondissement Nanterre, im Département Hauts-de-Seine und in der Region Île-de-France.
Der Kanton war identisch mit der Stadt Suresnes.

## Bevölkerungsentwicklung
| 1962   | 1968   | 1975   | 1982   | 1990   | 1999   | 2006   |
| ------ | ------ | ------ | ------ | ------ | ------ | ------ |
| 39.100 | 40.616 | 37.537 | 35.187 | 35.998 | 39.706 | 44.197 |